# Kitty Červenková
Kitty Červenková vlastním jménem Marie (14. října 1904 Praha – 28. prosince 1983 Praha) byla česká houslistka, hudební skladatelka a pedagožka.

## Životopis
Její otec byl Václav František Červenka (1864–1921), vojenský kapelník, hudební skladatel a pedagog.
Otec byl jejím prvním učitelem hudby. Kitty studovala na pražské konzervatoři u Jana Mařáka (1914–1921) a na mistrovské škole u Karla Hoffmanna (1929–1933). Hrála v orchestru Východočeského divadla (1926–1927), v Orchestru Radiojournalu (1927–1928), byla koncertní mistryní Velké operety (1929–1934) a učitelkou Městské hudební školy v Praze (1943–1945). Od 14 let koncertovala v Čechách, na Moravě i v zahraničí: Itálie 1921, 1922, 1924, 1930; Německo 1923, Lotyšsko a Holandsko 1924, Francie a Maďarsko 1928, Švýcarsko 1929.
V Československém rozhlase účinkovala v letech 1925–1953 ve více než 300 pořadech. Spolu s Jaroslavem Vojtkem hrávala v populárních rozhlasových pořadech, mnohdy přenášených z kina Beránek. Po druhé světové válce vystupovala mj. na koncertech pro mládež a pracující. Svou koncertní činnost ukončila ze zdravotních důvodů roku 1954. V Praze XIX Dejvicích bydlela na adrese Havlíčkova 1.

## Dílo[2]

### Koncerty
- Petr Iljič Čajkovský [s Českou filharmonií] – 18. 1. 1919
- Joseph Haydn: C dur
- Wolfgang Amadeus Mozart: D dur
- Niccolo Paganini
- Arcangelo Corelli
- Johann Sebastian Bach
- Ludwig van Beethoven
- Ottorino Respighi
- Igor Stravinskij
- Dmitrij Šostakovič
- Sergej Prokofjev
- Pančo Vladigerov
- Aram Chačaturjan
- Antonín Dvořák [s Českou filharmonií] – 18. 1. 1919
- Josef Bohuslav Foerster
- Leoš Janáček
- Vítězslav Novák
- Ladislav Vycpálek
- Boleslav Vomáčka
- Rudolf Karel
- Bohuslav Martinů
- Josef Bartoš
- Silvestr Hipman
- Vilém Petrželka
- Jan Kunc
- Jaroslav Křička
- Vítězslava Kaprálová
- Emil Hlobil

### Gramofonové deský Supraphon 1952
- František Benda
- Václav Jan Tomášek
- František Ignác Tůma

### Napsala houslové skladby
- Píseň beze slov – 1931
- Ukolébavka – 1931